# Homeworld 2
Homeworld 2 — відеогра, стратегія в реальному часі, продовження Homeworld. Розроблена компанією Relic Entertainment і видана в 2003 році Sierra Entertainment. Порівняно з Homeworld покращилася графіка, а протиборчі сторони стали сильніше відрізнятися одна від одної.
Дія гри розгортається через сто років після подій Homeworld: Cataclysm, коли жителям Хіігари загрожує новий ворог — кочівники вейгри. Коли вони беруть Хіігару в облогу, невеликий флот вирушає на пошуки порятунку рідного світу.
Перевидання всієї серії Homeworld — Homeworld: Remastered, з оновленою графікою та керуванням, було видано 26 лютого 2015 року.

## Ігровий процес

Материнський корабель із флотом

Homeworld 2, як і попередниця, є стратегією в реальному часі на тему космічних боїв з можливістю переміщення апаратів у будь-якому напрямі. Основи гри лишилися незмінними, але суттєво змінився інтерфейс. На відміну від Homeworld, де було дуже мало супутньої інформації, а віконця різних дій викликалися поверх екрана, в Homeworld 2 усі команди віддаються з нижньої панелі, що праворуч розгортається в панель виробництва/досліджень/швартування. Як і в попередній грі, тут існує режим огляду всього поля бою, де кораблі позначаються піктограмами.
Битви та інші дії відбуваються в космосі, де немає звичних для стратегій в реальному часі баз. Їх замінює материнський корабель, здатний будувати інші, та обладнуваний модулями різного призначення. Він крім того може повільно літати і проводити дослідження вдосконалень. Материнський корабель створює майже всі види космічних кораблів, у тому числі спеціалізовані кораблі «носії», які будують інші судна на віддалі, забезпечуючи оперативне розгортання флоту. Виробництво та дослідження вдосконалень відбувається за рахунок ресурсів (RU, resource units), що добуваються з астероїдів, газопилових хмар, чи уламків кораблів.
Для створення кораблів певного класу потрібно побудувати відповідний завод для їх виробництва на материнському кораблі. Самі кораблі поділяються на класи: винищувачі, корвети, фрегати, крейсери та службові. У грі є ліміт на кількість кораблів одного класу. Винищувачі та корвети, на відміну від Homeworld, випускаються не одинично, а цілими ескадронами. Кораблі можуть ставати в різні формації, що дає тактичні переваги. Декілька кораблів є змога об'єднати в групи.
За дослідження відповідають окремі модулі кораблів, а не спеціальні наукові кораблі, як у Homeworld. Крім того існують модулі, призначені для координації військ навколо та задіяння сенсорів. Встановлення нових модулів на кораблі може відбуватися паралельно з виробництвом суден. Вивівши з ладу певний модуль ворожого корабля, можна позбавити його відповідної функції.

## Сюжет
Події гри починаються через 115 років після падіння імперії Таіідан (фінал Homeworld). Почастішали зіткнення з кочівним народом вейгрів, яких очолив новий лідер, неперевершений стратег і пророк Макаан. Рада кушанців, усвідомивши рівень загрози, взялася за побудову нового материнського корабля «Гордість Хіігари», пілотом якого мала стати Кáран С'Жет, котра колись привела кушанців на батьківщину.
До закінчення випробувань материнського корабля вейгри знаходять розташування його верфі та починають повномасштабну атаку. Армада вейгрів зачинає війну, в якій Макаан вимагає за пощаду в ній Друге гіперядро, яким оснащено «Гордість Хіігари». Корабель приводиться в повну бойову готовність, з метою почати контрнаступ, але не встигає — планета Хіігара вже опинилася під атакою. Зібравши екіпаж, материнський корабель відступає саме перед тим як на орбіту Хіігари прибуває флот Макаана. З планети доповідають, що Хіігара ще протримається якийсь час, але вся надія на флот, який розшукає допомогу. «Гордість Хіігари» летить на Верфі Наабал під командуванням капітана Елохіма для переозброєння і поповнення запасів. По дорозі Каран використовує наявні ресурси для збільшення флоту.
Після успішного бою з вейграми кушанці зустрічають своїх союзників бентусі, які також постраждали від вейгрів. Вони відкривають, що Гіперядро, яке вони використовують для космічних польотів, ідентичне Другому гіперядру Кушанців, а Макаан володіє Третім. Макаанові потрібні всі три, щоб повернути щось чи когось під назвою «Саджуук». Бентусі доручають кушанцям шукати пристрій Оракул, який вкаже шлях до «Саджуука». Оракул має знаходитися в полі астероїдів Геєнна, де вейгри проводили археологічні розкопки. Використовуючи фактор раптовості, флоту вдається відключити командну станцію вейгрів і сховатися в хмарах пилу. Здійснюючи напади, кушанці розбивають ворога і відшукують Оракула, який, будучи підключеним до материнського корабля, бере Гіперядро під свій контроль і змушує флот перелетіти на Кладовище Кароса. Майже відразу ж флот потрапляє під обстріл невідомих безпілотних кораблів, що ховалися в уламках. Використавши дані Оракула, невідомі судна опізнаються як автоматизовані дрони «Блукачі». Материнський корабель копіює технологію їх виготовлення та визначає місце походження уламків. Оракул змушує попрямувати до реліквії Предтеч, розташованої в глибині Кладовища Кароса.
З уламків знайденого корабля вдається дізнатися, що Предтечі прибули з іншої галактики та створили три Гіперядра. Ці пристрої ведуть до корабля-дредноута, що слугує ключем до брами, за якою прихований «Саджуук». Під час пошуків кушанці стикаються з проблемою радіаційних перешкод, що перешкоджає подорожам через гіперпростір. Після аналізу флот розвідки доходить до висновку, що джерелом перешкод є космічне сміття, яке оточує «Гордість Хіігари». Впоравшись зі сміттям і зібравши ресурси, флот знаходить зонд вейгрів. Розуміючи, що ворожий флот поблизу, кушанці знешкоджують зонд, але вейгри дізнаються про їхню присутність.
Вейгри запускають великий флот, щоб знищити «Гордість Хіігари», Каран приймає бій, перезаряджає ядро і здійснює стрибок до загадкового дредноута. Там невідоме автоматичне судно починає транслювати на всіх каналах зв'язку повідомлення. Використовуючи дані Оракула, Каран перекладає повідомлення зі стародавньої мови Предтеч. Судно, яке називає себе «Хранитель брами Саджуука» виявляється вороже налаштованим. Дредноут встигають доставити до «Гордості Хіігари», проте майже невразливий «Хранитель» продовжує напади на материнський корабель. Аби знешкодити його, корабель заманюють у пастку, зібравши три джерела живлення.
Дредноут виявляється сумісним з технологіями кушанців і вони беруть корабель собі на озброєння. Невдовзі вейгри атакують могутнім флотом, дредноут знищує флагман, але його системи перевантажуються. Корабель доставляють до верфі Набаал на ремонт. Попри перемогу в черговому бою капітана Елохіма беруть в полон вейгри, Каран очолює перехоплення флоту вейгрів, але раптом її флот вийходить з гіперпростору та зазнає атаки двох «Хранителів». Утримати їх вдається лише тимчасово, а в область прибуває останній корабель бентусі «Велика Гавань». Бентусі пропонують полагодити дредноут, щоб кушанці могли використати його в повну силу. Тим часом новоприбулі «Хранителі» починають атакувати бентусі. Бачачи, що кушанцям не встояти, бентусі перевантажують ядро свого корабля, що спричиняє вибух, і жертвують собою задля порятунку кушанців.
Вибух розриває Перше гіперядро на три частини, які кушанці збирають, але те саме прагнуть здійснити і вейгри. Після перемоги і збору частин Ядра, Каран поновлює погоню за викрадачами капітана Елохіма. Вейгри поступово здають позиції, а Елохіма визволяють і він приєднується до флоту.
Макаан в той час вже знаходився біля входу у велетенську гіперпросторову Браму Балкори, що веде до «Саджуука». Розуміючи, що Макаан не повинен повернути «Саджуука», Каран веде «Гордість Хіігари» в погоню, але Макаан проходить крізь Браму завдяки власному дредноуту, залишивши сторожу. «Гордість Хіігари» незабаром також входить у Браму зі своїм флотом. Коли переслідувачі прибувають, вони бачать, що Макаан вже знайшов «Саджуук» — гігантський корабель, здатний вмістити всі три ядра. В битві з вейграми флот Каран знищує Макаана та його флот. Проте Макаан обіцяє, що Хіігара за це буде знищена. Кушанці поміщають всі гіперядра в «Саджуук», а «Гордість Хіігари» покидають у космосі, забравши звідти екіпаж. Каран пов'язує себе з древнім кораблем і віддає наказ флоту стрибати до Хіігари.
Коли флот прибуває до рідної планети, флот вейгрів уже майже переміг. Розбивши загарбників, кушанці вважають, що врятували планету, та раптом на орбіту Хіігари з гіперпростору виходять три величезних платформи вейгрів, які починають обстрілювати Хіігару ракетами. Платформи виявляються невразливими, та Каран використовує «Саджуук» для їх знищення, поки решта флоту збиває ракети. Залежно від вправності гравця, можуть вціліти або всі 180 млн кушанців, або лише 5 тис.
Здобувши перемогу, кушанці досліджують «Саджуук». Об'єднані три гіперпросторових ядра дозволяють відшукати стародавню систему брам Предтеч, що ведуть в різні регіони галактики. Каран С'Жет стає лідером свого народу, її нарікають Саджуук-Кхар — обраницею Саджуука, та називають на її честь нову еру в історії галактики.

## Оцінки й відгуки
Homeworld 2 зібрала на агрегаторі Metacritic середню оцінку 83/100.
GameSpot добре відгукнулися про гру, підкресливши, що вона має кінематографічні бої, гарний баланс сил, елегантний інтерфейс і чудову музику. Також похвалу отримала багатокористувацька гра та гра проти ШІ завдяки великій кількості налаштувань і більшій різниці між кушанцями та вейграми, ніж у Homeworld.
IGN сюжет відзначався хорошою подачею, хоча й зауважувалось, що в ньому немає тієї драматичності оригіналу, де кушанці були одні проти всієї галактики. Графіка було високо оцінена за колірну гаму, ефекти, зокрема затінення, та масштаби різних кораблів. Як конкурентка Homeworld 2 в графіці наводилася Haegemonia: Legions of Iron. Музика характеризувалася як невід'ємна частина гри, що створює потрібну атмосферу, але озвучення Каран було розкритиковано за відсутність емоційності. Підкреслювалось вдале впровадження ескадронів, що робить керування дрібними апаратами зручнішим, схвалювався новий інтерфейс і численні підсистеми кораблів, а крім того більша різноманітність протиборчих сторін.